# Аландский центр
«Аландский центр» (швед. Åländsk Center) — центристская и аграрная политическая партия Аландских островов.
На парламентских выборах 2003 года партия получила 24,1 % голосов и 7 из 30 мест. На парламентских выборах 2007 года партия получила 23,5 % голосов и 8 из 30 мест. В 2011 году партия набрала 3068 голосов (23,0 %), что позволило получить 7 мест в Лагтинге. 
Нынешний лидер партии — Анника Хамбрудд. Член партии Матс Лёфстрём — депутат эдускунты с 2015 года.